# Ребека Џонсон
Ребека Џонсон (енгл. Rebekah Johnson; Кливленд, САД, 3. септембар 1976), позната и као Ребека Џордан или само Ребека, америчка је глумица и кантауторка.
Објавила је два албума. Албум Remember to Breathe објавила је 1998, за издавачку кућу Elektra Records. Други албум, The Trouble With Fiction, објавила је 2005. за сопствену издавачку кућу Tea Party Records. Написала је песму Beautiful Disaster коју изводи певачица Кели Кларксон.
Играла је значајне улоге у филмовима Latter Days и Liberty Heights.

## Филмографија
- (2003)
- (1999)
- Добро да боље не може бити (1997)
- (1996)

## Дискографија
- (1998)
- (2005)